# Kość sześcienna
Kość sześcienna (łac. os cuboideum) – w anatomii człowieka jedna z siedmiu kości stępu. Położona jest na bocznym brzegu stopy, do przodu od kości piętowej. Kształtem przypomina nierównomierny sześcian o bocznej powierzchni krótszej od przyśrodkowej. 
Łączy się z czwartą i piątą kością śródstopia za pośrednictwem dwóch powierzchni stawowych położonych na jej powierzchni przedniej, z kością klinowatą boczną – powierzchnią stawową położoną na powierzchni przyśrodkowej, z piętową – siodełkowato zakrzywioną powierzchnią tylną (pokrytą chrząstką), często też z kością łódkowatą – małą powierzchnią stawową w tylnej części powierzchni przyśrodkowej. Powierzchnie boczna, górna i dolna nie zawierają powierzchni stawowych, dwie pierwsze z nich są chropowate. Na powierzchni dolnej znajduje się podłużna guzowatość kości sześciennej (tuberositas ossi cuboidei), a przed nią bruzda ścięgna mięśnia strzałkowego długiego (sulcus tendinis musculi peronei longi). Do tej powierzchni przyczepia się część włókien mięśnia przywodziciela palucha, pasmo ścięgna mięśnia piszczelowego tylnego, a także więzadło piętowo-sześcienne podeszwowe.